# TM-XML
Bei der Trade Mark Extensible Markup Language (TM-XML) (englisch für „erweiterbare Auszeichnungssprache für Marken“) handelt es sich um einen offenen XML-basierten Standard für das Geschäft in Bezug auf Marken und den Austausch von Markenformationen zwischen den Behörden für gewerblichen Rechtsschutz und seinen Partnern bzw. Nutzern.

## Zielsetzungen
Das ursprüngliche Ziel bestand darin, einen XML-basierten Standard für den Austausch von Markeninformationen festzulegen. Im Zuge von Spezifizierungen und nach der Schaffung des WIPO-Standards ST.66 wurden folgende weitere Zielsetzungen hinzugefügt:
- Festlegung von XML-basierten Standards für Markenämter und das Geschäft in Bezug auf Marken
- Entwicklung nützlicher Vorlagen als Grundlage für die Schaffung von WIPO-Standards
- Festlegung von Standards für Marken-Webdienste
- Bereitstellung von Implementierungsbeispielen und Instrumenten
- Austausch von Erfahrungen, Praktiken und Kenntnissen
- Förderung der Zusammenarbeit und der Harmonisierung von Markeninformationen und Wissensdarstellungen
- (Neu) Vorbereitung des künftigen Semantic Web für den Bereich Marken im Zusammenhang mit dem geistigen Eigentum

## Hintergrund
Der TM-XML-Standard wurde von einer Arbeitsgruppe festgelegt, die das Harmonisierungsamt für den Binnenmarkt im Juni 2003 eingerichtet hatte.
Nach acht Entwürfen zur Stellungnahme (Versionen 0.1 bis 0.7 und die vorläufige Version 1.0) wurde am 26. Mai 2006 die endgültige Version 1.0 auf der Website veröffentlicht TM-XML.org.
Die endgültige TM-XML-Version 1.0 diente als Grundlage für die Schaffung eines WIPO-Standards mit der Bezeichnung ST.66, der von dem Ständigen Ausschuss für Informationstechnologien und der Arbeitsgruppe Normierung und Dokumentation auf ihrer 8. Sitzung vom 19. bis 22. März 2007 in Genf angenommen wurde.

## Fahrplan 2010–2015
| Version            | Geplant   | Inhalt |
| ------------------ | --------- | --- |
| TM-XML Version 2.0 | 2010–2012 | Informationen über Widerspruch, Beschwerde und Verlängerung; grundlegende Web-Dienste und Regelungen in Resource Description Framework (RDF) und Web Ontology Language (OWL) |
| TM-XML Version 3.0 | 2012–2015 | Zusätzliche Web-Dienste und Semantic Web – Wissensdarstellung und Dienstleistungen                                                                                           |

## Verwandte Standards
- DS-XML ist ein XML-basierter Standard für Geschmacksmuster (Produktdesign)